# Елізабет Карр
Елізабет Карр (нар. 28 грудня 1981) — перша людина, народжена за допомогою технології штучного запліднення в США.

## Життєпис
Народжена у США. У 2010 році вона сама стала матір'ю, але у природний спосіб.